# Horní Záhoří (Lubenec)
Horní Záhoří je malá vesnice, část obce Lubenec v okrese Louny. Nachází se asi 2,5 km na severozápad od Lubence.
Horní Záhoří je také název katastrálního území o rozloze 2,02 km².

## Název
Vesnice se původně jmenovala Očedělice a její název byl odvozen ze jména Očeděl ve významu ves lidí Očedělových. V historických pramenech se název objevuje ve tvarech: de Ocziedielicz (1359), de Ocziedielicz (1384), in villa Oczyedyeliczich (1388), de Ocziedelicz (1398), de Oczedyelicz (1398), de Oczyedyelicz (1400), de Oczedielicz (1406), in Oczedieliczich (1455ú, w Ocziediliczych (1542), ves Wocžedielicze (1574), Wocziedielicze (1577) a Oczadlicze (1628). Od sedmnáctého století se objevuje německý název Dreihöfen: zu Dreyen Hoffen (1669), Dreihöfen (1785), Dreihöfen a Tři dvory (1846). V devatenáctém století se začala rozlišovat horní a dolní část vesnice: Ober-Dreihöfen a Hořenj Dvůr (1846), Záhoří Horní a Dreihöfen (1895). Tvar Záhoří (Zahorzi) se vyskytuje od roku 1579, ale je možné, že se vztahuje k Záhořicím u Žlutic.

## Historie
První písemná zmínka o vesnici pochází z roku 1378, kdy byla v majetku rytířského rodu Rudoltů. V patnáctém století ve vsi sídlili Špánové z Barštejna, kteří mohou být zakladateli zdejší tvrze. Ta je však doložena až v roce 1603, kdy vesnice patřila Jindřichu Huvarovi z Lobenštejna. Roku 1616 panství přešlo na jeho syny Jiřího Kryštofa a Bernarta, ale v roce 1623 jim bylo za účast na stavovském povstání zabaveno. Z tohoto roku také pochází poslední zmínka o tvrzi. Podobně jako blízké Záhoří statek získala zpět jejich sestra Barbora, od které ho roku 1652 koupila Eva Marie Mirošovská. Ta Horní Záhoří prodala knížeti Juliu Jindřichovi Sasko-Lauenburskému, který je připojil ke svému údrčskému panství. Zdejší tvrz byla popsána jako pustá již v roce 1623 a později beze zbytku zanikla.

## Obyvatelstvo
Při sčítání lidu v roce 1921 zde žilo 128 obyvatel (z toho 65 mužů), z nichž byli dva Čechoslováci, 119 Němců a sedm cizinců. Kromě jednoho člena nezjišťovaných církví se hlásili k římskokatolické církvi. Podle sčítání lidu z roku 1930 měla vesnice 94 obyvatel: šest Čechoslováků, 84 Němců a čtyři cizince. Až na jednoho evangelíka byli členy římskokatolické církve.
| | 1869 | 1880 | 1890 | 1900 | 1910 | 1921 | 1930 | 1950 | 1961 | 1970 | 1980 | 1991 | 2001 | 2011 |
| --- | ---- | ---- | ---- | ---- | ---- | ---- | ---- | ---- | ---- | ---- | ---- | ---- | ---- | ---- |
| Obyvatelé | 60   | 66   | 50   | 56   | 62   | 128  | 56   | 29   | 29   | 14   | 5    | 2    | –    | -    |
| Domy | 8    | 11   | 11   | 11   | 12   | 10   | 10   | 8    | .    | 4    | 1    | 9    | 3    | -    |
| Počty obyvatel z let 1921 a 1950–1991 zahrnují obyvatele Dolního Záhoří. Počet domů z roku 1961 je zahrnut v celkovém počtu domů místní části Lubenec. |      |      |      |      |      |      |      |      |      |      |      |      |      |      |